# Rībalag-e Soflá
Rībalag-e Soflá (persiska: ریبلک سفلی, Rāh Balag-e Soflá, Rīblak-e Soflá, ریبلگ سفلی) är en ort i Iran.   Den ligger i provinsen Kermanshah, i den västra delen av landet, 500 km sydväst om huvudstaden Teheran. Rībalag-e Soflá ligger 1 350 meter över havet och antalet invånare är 193.
Terrängen runt Rībalag-e Soflá är huvudsakligen kuperad, men den allra närmaste omgivningen är platt. Rībalag-e Soflá ligger nere i en dal. Runt Rībalag-e Soflá är det ganska glesbefolkat, med 39 invånare per kvadratkilometer. Närmaste större samhälle är Ţūlābī Harāsam, 13,3 km nordväst om Rībalag-e Soflá. Omgivningarna runt Rībalag-e Soflá är i huvudsak ett öppet busklandskap.